# Autorretrat amb boina
Autorretrat amb boina (en francés: Self-portrait in Beret) és una pintura realitzada per Claude Monet el 1886. La pintura té una mida de 56 x 46 cm i es troba actualment a la col·lecció del Museu d'Orsay a París.

## Estil
El primer que crida l'atenció d'aquesta obra és l'estil artístic de Monet. L'artista va ser un dels principals exponents de l'impressionisme, un moviment que es va caracteritzar pel seu interès per capturar la llum i el color de la natura.

### Les pinzellades
En aquest autoretrat, Monet utilitza pinzellades soltes i ràpides per crear una imatge que sembla estar en constant moviment. La tècnica de Monet és impressionant, i es pot apreciar en la manera com ha aconseguit crear una imatge que sembla estar en constant canvi.

### Composició
La composició de la pintura també és interessant. Monet es retrata a si mateix de mig cos, amb el cap lleugerament inclinat cap a la dreta. L'artista vesteix una jaqueta de vellut negre i una boina vermella, que dóna un toc de color a l'obra. Darrere seu, es pot veure un fons fosc que contrasta amb els tons brillants de la roba i la pell de Monet.

### Colors
El color és un altre aspecte important d'aquesta obra. Monet utilitza una paleta de colors brillants i vibrants per crear una imatge plena de vida i energia. Els tons vermells i verds de la boina i la jaqueta contrasten amb els tons més foscos del fons i creen una                                                                            sensació de profunditat a la pintura.

## Gènesi de l'obra
Monet va pintar aquest autorretrat en un moment que estava passant per una crisi personal i artística. Havia perdut la seva dona i el seu fill, i estava lluitant per trobar inspiració per al treball. Aquesta obra reflecteix la introspecció i la melancolia que sentia en aquell moment.
És una obra fascinant que mostra l'habilitat de l´artista per capturar l'essència d'un moment i plasmar-lo en un llenç. La tècnica impressionista de Monet, la composició, el color i la història darrere de l'obra en fan una peça única i valuosa en la història de l'art.